# Paul U. Unschuld
Paul Ulrich Unschuld (* 19. August 1943 in Lauban) ist ein deutscher Sinologe und Medizinhistoriker, der sich vor allem mit der chinesischen Medizin- und Wissenschaftsgeschichte befasst.

## Leben
Paul Unschuld wurde 1971 in Sinologie promoviert und hat 1974 einen Master of Public Health erworben. Von 1975 bis 1984 unterrichtete er an der School of Hygiene and Public Health der Johns Hopkins University in Baltimore, Maryland, zuletzt als Visiting Associate Professor. Von 1986 bis 2006 war er C4-Professor und Direktor des Instituts für Geschichte der Medizin der Ludwig-Maximilians-Universität München. Seit 2006 ist er Professor und Direktor des Horst-Görtz-Stiftungsinstituts für Theorie, Geschichte und Ethik Chinesischer Lebenswissenschaften (HGI) der Charité in Berlin, das 2016 in Institut für Chinesische Lebenswissenschaften (ICL) umbenannt wurde.
Für die Übersetzung des Buches Bencao gangmu bewilligte ihm die VolkswagenStiftung rund 450.000 Euro.
2007 wurde Unschuld, einer der besten Kenner der chinesischen Medizingeschichte und frühchinesischer Fachliteratur, mit dem Bundesverdienstkreuz am Bande ausgezeichnet.

## Veröffentlichungen (Auswahl)
- Medizin in China. Eine Ideengeschichte. Beck, München 1980, ISBN 3-406-07599-1.
- (Hrsg.) mit Peter Dilg, Wolf-Dieter Müller-Jahncke, Guido Jüttner und Peter Dilg: Perspektiven der Pharmaziegeschichte. Festschrift Rudolf Schmitz. Graz 1983
- (Hrsg.) 50 Jahre Institut für Geschichte der Medizin der Universität München. Cygnus, München 1989, ISBN 3-926936-04-5.
- Die Ärztin und der Maler. Carl Jung-Dörfler und Hedwig Danielewicz, Triltsch Verlag 1994, ISBN 978-3-7998-0066-2
- Huichun. Chinesische Heilkunde in historischen Objekten und Bildern. Prestel, München/New York 1995, ISBN 3-7913-1497-1.
- mit Jinsheng Zheng: Chinesisch – Sprachkurs für Medizin und Alltag.
  - Band 1: 18 Situationsdialoge. Berlin/Heidelberg: Springer, 2002; ISBN 978-3-540-43739-0.
  - Band 2: Einführung in den Sprachaufbau. Berlin/Heidelberg: Springer, 2002; ISBN 978-3-540-43740-6.
- Was ist Medizin? Westliche und östliche Wege der Heilkunst. Beck, München 2003, ISBN 3-406-50224-5.
- Ware Gesundheit. Das Ende der klassischen Medizin. Beck, München 2009; 3., aktualisierte und erweiterte Auflage 2014, ISBN 978-3-406-66373-4.
- Chinas Trauma – Chinas Stärke. Niedergang und Wiederaufstieg des Reichs der Mitte. Springer Vieweg, Berlin 2016, ISBN 978-3-662-53460-1.
- Das System droht zu entgleisen. In: Deutsches Ärzteblatt. Band 114, Heft 41, 1. Dezember 2017, S. A2264–A2266.